# Fernando Roldán
Fernando Roldán   (Xile, 15 d'octubre de 1921 - 23 de juny de 2019) va ser un futbolista xilè.

## Selecció de Xile
Va formar part de l'equip xilè a la Copa del Món de 1950. Fou jugador del Club Deportivo Universidad Católica.